# Protestes a Eswatini de 2021
A finals de juny de 2021, van començar una sèrie de protestes a Eswatini contra la monarquia i a favor de la democratització del país africà. Tot va començar en unes protestes pacífiques el 20 de juny, que van escalar el 25 de juny en violència i saquejos durant el cap de setmana quan el govern va adoptar una postura de línia dura prohibint l'entrega de comandes.

## Rerefons

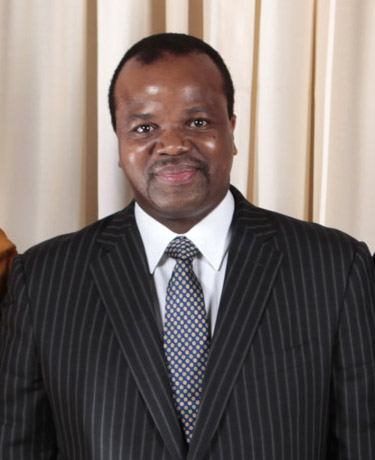
Mswati III l'any 2009

Eswatini és un dels pocs països (i l'únic a l'Àfrica) que és una monarquia absoluta, amb Mswati III com a rei des de 1986. Els partits polítics han estat prohibits des del 1973, quan el rei era Sobhuza II va aplicar un "estat d'emergència" que ha durat fins a dia d'avui, i són molt fortament perseguits a través de lleis "anti-terroristes". El primer ministre és elegit pel monarca. Tot i que rarament hi ha protestes documentades, hi va haver manifestacions el 2018 i el 2019 en contra del luxós estil de vida de Mswati III i sobre el seu mal ús de fons públics. Una sèrie de debats organitzats per les Nacions Unides l'any 2020 van mostrar el suport a una monarquia constitucional i democràtica al país. Segons Afrobarometer, la confiança en les institucions governamentals, inclosa la monarquia, ha disminuït significativament en els darrers anys i els ciutadans busquen alternatives al govern autoritari, tot i que només el 49% sóna suport a l'administració democràtica en detriment d'altres formes de govern.
La causa immediata de les protestes va ser que tres parlamentaris pro-democràcia defensessin la introducció d'un sistema més democràtic. A més, la mort d'un estudiant universitari sota estranyes circumstàncies el maig va causar sospites que la policia l'havia matat i hi va haver protestes, que tenien el suport dels legisladors de l'oposició i que van abocar el país a l'estat previ de tensió.

## Esdeveniments
En una entrevista al diari sud-africà Mail & Guardian, Martin Zweli Dlamini, l'editor de Swaziland News, una publicació dissident independent que treballa des de l'exili a Sud-àfrica, va afirmar que la causa immediata de les protestes va ser que tres parlamentaris pro-democràcia defensessin la introducció d'un sistema més democràtic.
Les primeres protestes van tenir lloc el 20 de juny quan el jovent local de la Regió de Manzini van entrar a un poble cridant eslògans polítics i reclamant el seu dret per un primer ministre elegit democràticament. Van bloquejar carreteres i van cremar pneumàtics. La policia va reaccionar a aquestes manifestacions desplegant granades atordidores i disparant amb foc real. Això va fer que els manifestants reaccionessin llançant pedres. Els que formaven part de la protesta es van dispersar i hi va haver una escalada en la violència el 25 de juny al poble de Msunduza, a prop de Mbabane, quan els manifestants es van "enfrontar" amb la policia i es van saquejar i cremar botigues. A mesura que milers de persones van fer peticions a les autoritats de l'inkhundla (divisió administrativa d'Eswatini), que són elegits democràticament en un sistem "delegat", el govern va evitar que aquestes peticions arribessin, fet que va portar controvèrsia en el sindicat nacional de professors i més agitació. La nit del 28 al 29 de juny, es va especular que Mswati III havia fugit d'Eswatini enmig de les revoltes que estaven a l'alça. El govern va negar aquests rumors. Tanmateix, es va publicar que el seu avió privat havia estat vist abandonant el país. El Partit Comunista de Swazilàndia va defensar que havia fugit a Sud-àfrica, mentre que la Swaziland Solidarity Network (Xarxa Solidària de Swazilàndia) va dir que es trobava a Mozambic i que havia manat a les forces de seguretat que "suprimissin brutalment" les protestes. El 29 de juny de 2021, les manifestacions van continuar i la policia ava intentar repel·lir els manifestants amb foc real i gas lacrimogen sent presents al carrer tant la policia antidisturbis com l'exèrcit. A més, la policia va bloquejar carrers de la capital i el govern va tancar les escoles i les estacions de bus. El govern va establir un toc de queda entre les 18:00 i les 5:00 per intentar evitar la violència i van obligar les empreses i escoles a tancar. Malgrat tot això, les protestes i els saquejos van continuar fins al dia 30, i tant policia com exèrcit van utilitzar tota la seva força per reprimir els manifestants, amb limitacions en l'accés a internet. L'exèrcit va ser cridat oficialment l'1 de juliol per "protegir les infraestructures nacionals crítiques i per fer complir les regulacions pel COVID-19", segons el primer ministres Themba Masuku, que també va afirmar que això no significava que s'hagués aplicat la llei marcial.

### Efectes a Sud-àfrica
En la ciutat fronterera d'Oshoek, es van quedar encallats centenars de camions ja que s'al·legava que les importancions eren objectius dels manifestants i perquè el bloqueig d'internet per part del govern va dificultar el procés d'entrada al país. Es va demanar a la Força de Defensa Nacional de Sud-àfrica que evités més violència i pèrdues posant la els tractors sota la seva protecció i vigilància. L'1 de juliol, els Economic Freedom Fighters van forçar el tancament del punt duaner de Mananga en suport a les protestes.

## Reaccions
Segons el Times of Swaziland, un nombre de membres del govern van animar a la violència i a una forta repressió a través dels seus comunicats. El comissari nacional de la policia William Dlamini va afirmar que les protestes eren "guerra"; tot i que després va aclarir que seguia desitjant que la situació es calmés i només pretenia mostrar com la policia es dedicava a restablir l'ordre, l'editor del Times va acusar aquesta declaració, la prohibició de les peticions i una trucada del Ministre de Desenvolupament Urbà i d'Habitatge Prince Simelane de "combatre el foc amb foc" i empitjorar la situació.
El principal partit de l'oposició, el Moviment Democràtic Unit del Poble, va anunciar una conferència de premsa per al 29 de juny. Segons el líder del partit Wandile Dludlu, hi va haver uns 250 ferits, alguns amb ferides de bala i ossos trencats a causa de l'acció de les forces del govern.
L'ONG internacional Human Rights Watch va fer una crida al govern a "evitar l'ús arbitrari de la força" i que els manifestants havien de ser "un avís urgent per al rei i el govern per fer cas a les demandes legítimes de reformes." El govern de Sud-àfrica, el dels Estats Units i el del Regne Unit també van expressar la seva preocupació, van reclamar que hi tornés la pau i van afirmar que s'havia de respectar el dret de protestar pacíficament. El partit que governa a Sud-àfrica, el Congrés Nacional Africà, va donar suport a les reformes. El 3 de juliol, la Comunitat pel Desenvolupament de l’Àfrica del Sud va anunciar que enviaria un grup de ministres per resoldre la situació.